# Храмова гадюка Ваглера
Храмова гадюка Ваглера (Tropidolaemus wagleri) — отруйна змія з роду Храмова гадюка родини Гадюкові. Інші назви «звичайна храмова гадюка» та «дупонг». Отримала свою назву за те, що в масі населяє знаменитий Зміїний храм на острові Пенанг поблизу західного узбережжя МаЛаккі. Сотні цих змій, принесені сюди служителями культу, сидять на стінах й будівлях, звішуються з гілок дерев та відпочивають у жертовних чашах.

## Опис
Загальна довжина досягає 75—100 см. Голова широка, пласка, трикутна. Тулуб кремезний. Луска сильно кілевата. Міжносові щитки поєднані. Забарвлення спини червонувато—зелене, яке перехоплене яскраво—жовтими поперечними кільцями. Верх голови прикрашений витонченим жовтим малюнком, над оком проходить яскраво—жовта смуга, а через очі — чорна стрічка. Черево має жовтувато—зелений колір.

## Спосіб життя
Полюбляє низинні ліси, мангрові зарості біля узбережжя. Активна вночі. Вдень вона спокійно лежить серед листя дерев. Харчується птахами, дрібними гризунами, ящірками.
Це яйцеживородна змія. Самиця народжує від 15 до 41 дитинчат.

## Отруйність
Отрута має гемотоксичну властивість, викликає при укусі біль й пухлини, але для життя людини не становить небезпеки.

## Стосунки з людиною
Користуючись мирним характером цієї змії, місцеві жителі беруть їх, приносять до себе у двір і саджають на гілки дерев поблизу будинку. Вони впевнені, що присутність цих змій забезпечує сімейне щастя.

## Розповсюдження
Мешкає у В'єтнамі, Таїланді, на Малаккському півострові, островах Малайського архіпелагу, на схід — до о.Сулавесі та на північ до Філіппін.